# Philippa Boyens
Philippa Boyens (ur. w Auckland) – nowozelandzka scenarzystka i producentka filmowa.
Pracowała jako nauczycielka, dramaturg teatralny, redaktorka i producentka filmowa. Współpracowała z Peterem Jacksonem przy trylogii Władca Pierścieni, pisząc scenariusz do tego filmu wraz z Jacksonem i Fran Walsh.
Pracowała także nad innym filmem Jacksona – King Kong.

## Nagrody
- 2004: Władca Pierścieni: Powrót króla BAFTA najlepszy scenariusz – adaptacja
- 2004: Władca Pierścieni: Powrót króla Saturn najlepszy scenariusz
- 2004: Władca Pierścieni: Powrót króla Oscar najlepszy scenariusz – adaptacja
- 2003: Władca Pierścieni: Dwie wieże (nominacja) Saturn najlepszy scenariusz
- 2002: Władca pierścieni: Drużyna pierścienia (nominacja) Saturn najlepszy scenariusz
- 2002: Władca pierścieni: Drużyna pierścienia (nominacja) Oscar najlepszy scenariusz – adaptacja
- 2002: Władca pierścieni: Drużyna pierścienia (nominacja) BAFTA najlepszy scenariusz – adaptacja